# Capsula a percussione

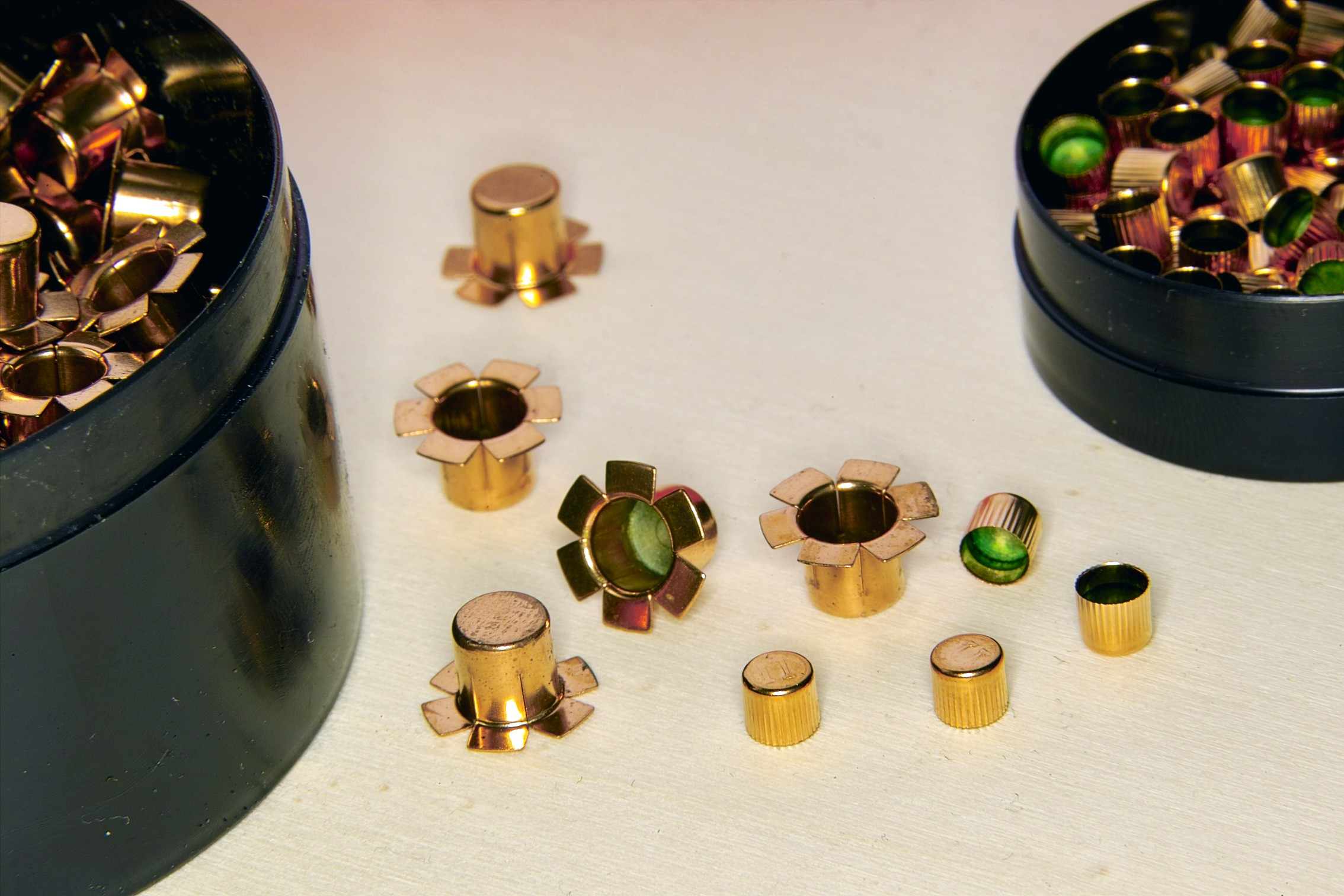
Vari tipi di capsule per armi ad avancarica, con diametro tra 4,5 e 6 mm

La capsula a percussione è un tipo di innesco abbastanza moderno per armi da fuoco, che comprende varie tipologie.

## Storia
L'accensione della polvere per lo sparo era ottenuta, nel corso dei secoli, in tre modi: con miccia, con acciarino a ruota (usante la pirite) e con acciarino a pietra (usante la selce), fino a quando, sul finire del settecento – inizio dell'Ottocento, vennero scoperte le sostanze che scoppiavano alla percussione. La prima fu forse il fulminato di mercurio e subito si pensò a come poterle applicare alle armi da fuoco. Il reverendo John Forsyth negli anni tra il 1805 ed il 1807 sviluppò un modo di accensione basato su un composto di clorato di potassio, zolfo e carbone che era contenuto in un piccolo serbatoio (detto "boccetta di profumo", per la sua forma) che, opportunamente ruotato, faceva cadere un po' di questo innesco su una struttura simile ad un luminello rendendo l'arma pronta allo sparo. Il vantaggio in rapidità di caricamento rispetto alle armi a pietra era enorme ed anche l'accensione della carica di lancio più sicura ma poiché l'esplosione avveniva in prossimità del serbatoio vi era sempre il rischio che questo scoppiasse. Sono state infatti rinvenute armi basate sull'invenzione di Forsyth con il serbatoio esploso. Si tentò successivamente il sistema a tubetto nel quale il fulminato (o altro composto simile) era posto all'interno di un piccolo cilindro di rame simile ad una capsula ma assai sottile, che doveva essere appoggiato su un acciarino (in corrispondenza del focone) dove, coperto da una piastra, era battuto dal cane.
Negli stessi anni l'inglese Maynard brevettò un sistema di accensione a nastro di carta o rame contenente gli inneschi in forma di piccole pastiglie che scorreva, essendo comandato dall'armamento del cane, e presentava di volta in volta una pastiglia sul luminello. Questi sistemi pur essendo già meno rischiosi di quello di Forsiyh si rivelarono però poco pratici e l'invenzione della capsula a percussione, si ritiene dovuta a Joshua Shaw, intorno al 1816 o a Eggs nel 1818 (non vi è completa chiarezza sull'argomento) ed entrata in uso corrente intorno al 1830, li relegò tra i sistemi sorpassati. In realtà vari sistemi di accensione continuarono a coesistere per alcuni anni specialmente presso gli eserciti (dato l'alto numero di armi da modificare o sostituire ed il relativo costo) o in paesi dove non si disponeva della tecnica necessaria alla produzione delle nuove capsule (era più pratico l'uso dell'arma a pietra in quanto la polvere e la pietra focaia erano di facile reperibilità), ma la nuova invenzione si diffuse sempre più rapidamente e già verso la metà del XIX secolo (o poco dopo) era in uso praticamente ovunque.

## Caratteristiche e funzionamento

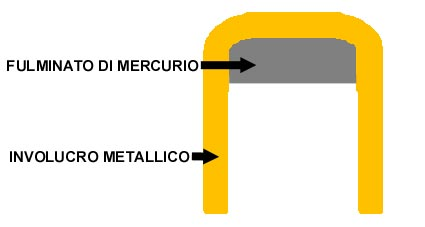
Schema di una capsula a percussione

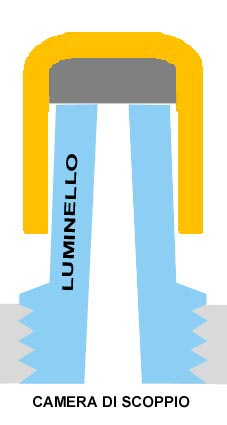
Schema di capsula posizionata sul luminello (arma ad avancarica)

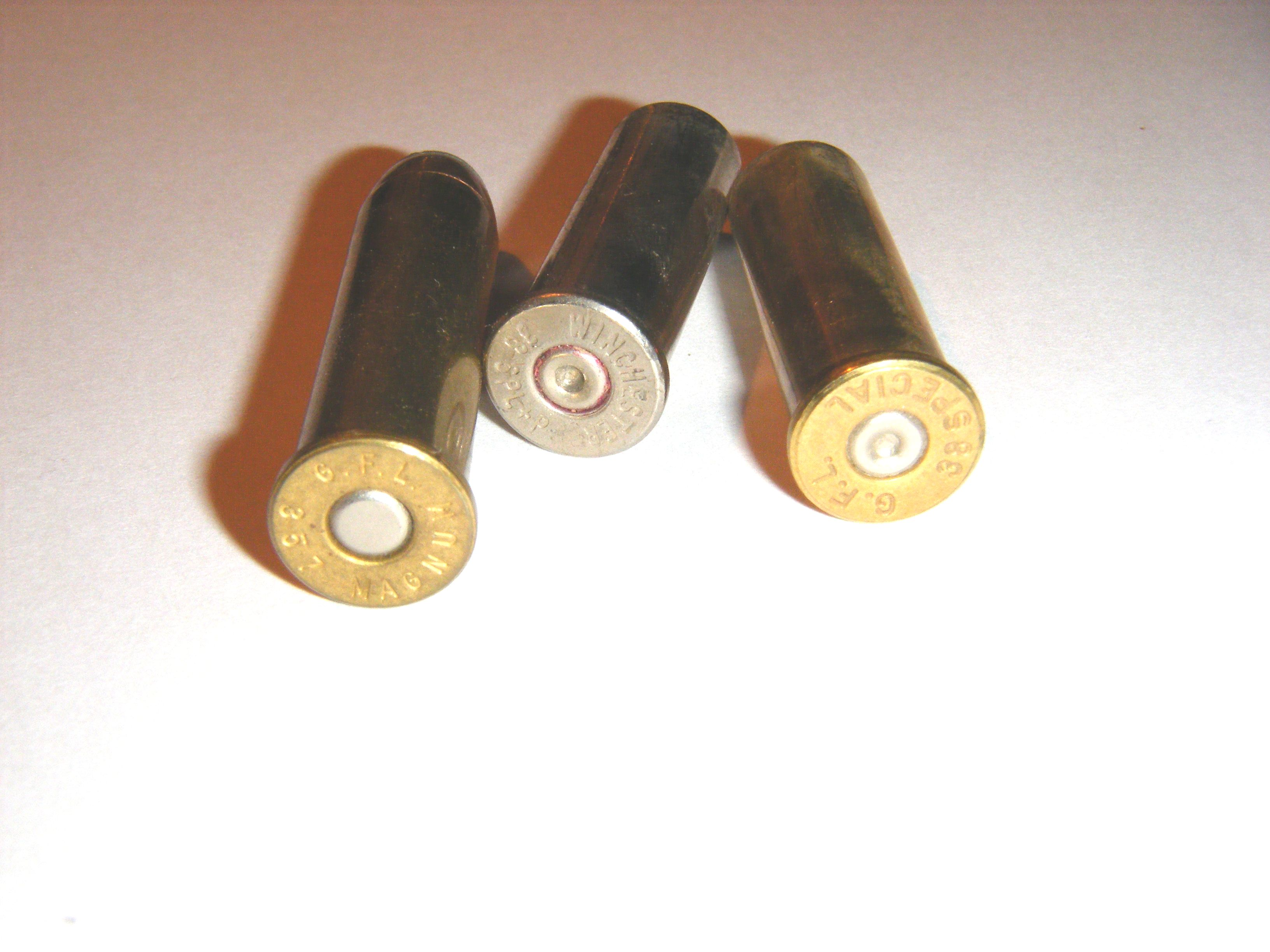
Al centro del fondello della cartuccia a sinistra (carica) si nota la capsula integra. Quelle dei due bossoli adiacenti recano il segno della battuta del percussore

Si compone di un involucro in rame, ottone, o altre simili leghe, sagomato a forma di bicchiere avente un diametro che può essere vario ma generalmente compreso tra i 4,5 e i 6 mm. e di un composto chimico (fulminato di mercurio, azotidrato di piombo, stifnato di piombo o altri) situato sul fondo, che esplode se percosso. Dopo aver versato nella canna, o nel tamburo, delle armi ad avancarica la polvere ed avervi calcato sopra la pallottola, si inserisce la capsula sul luminello (un piccolo tubetto in acciaio avvitato sopra o dietro la camera di scoppio) e, quando essa è percossa dal percussore, il composto esplode ed il getto di fuoco prodotto è convogliato nella camera di scoppio dove accende la carica di polvere facendo partire il colpo.
L'uso della capsula a percussione è necessario in tutte le armi individuali corte o lunghe, sia ad avancarica (non a miccia né a pietra focaia) che a retrocarica.  Se ne parla però propriamente solo per quelle ad avancarica perché in quelle a retrocarica, usanti la cartuccia, si preferisce parlare genericamente di innesco anche se questo prevede sempre la presenza della capsula (che è però in esso integrata). In alcune cartucce non è centrale ma è disposta ad anello lungo il collarino (percussione anulare). Questo era comune nelle prime cartucce autocontenute, ma oggi è usato solo nelle cartucce più deboli, quale la .22 Long Rifle, in quanto il percussore per colpire l'innesco deve intaccare il bossolo che per questo deve necessariamente essere sottile, quindi poco resistente alle alte pressioni create da un colpo più potente. Nelle armi ad avancarica tuttavia è uno degli elementi separati che devono essere usati all'atto del caricamento: polvere da sparo, proiettile e capsula. La capsula ha la funzione di accendere la carica di polvere quando è schiacciata dal percussore.